# Vasylivka
Vasylivka (ukrainska: Василівка lyssna (fil), ryska: Васильевка) är en stad i Zaporizjzja oblast i sydöstra Ukraina. Staden ligger vid Kachovkareservoaren och är administrativt centrum för Vasylivka rajon. Vasylivka beräknades ha 12 567 invånare i januari 2022.